# 13-й район: Цегляні маєтки
«13-й район: Цегляні маєтки» (англ. Brick Mansions) — франко-канадський художній фільм 2014 року, знятий режисером Камілем Деламаре за сценарієм Люка Бессона. Ремейк відомого французького фільму «13-й район».

## Сюжет
Демієн Колльєр, поліцейський під прикриттям, намагається потрапити до безжального злочинного угрупування, яке має доступ до нейтронної бомби. Для досягнення мети він об'єднується із колишнім злочинцем Ліно Дюппре.

## У ролях
| Актор          | Персонаж                                      |
| -------------- | --------------------------------------------- |
| Пол Вокер      | Демієн Колльєр (англ. Damien Collier)         |
| Давид Белль    | Ліно Дюппре (англ. Lino Duppre)               |
| RZA            | Тремейн Александер (англ. Tremaine Alexander) |
| Каталіна Деніс | Лола (англ. Lola)                             |

## Зйомки
Зйомки студією EuropaCorp розпочалися 30 квітня 2013 року.
В Америці фільм вийшов 25 квітня 2014 року, в Україні — 23 квітня 2014. Студія оголосила, що частина коштів від прокату фільму надійде до благодійного фонду Пола Вокера, який трагічно загинув в автокатастрофі 30 листопада 2013 року.